# Rivière des Envies
La Rivière des Envies, cet affluent de la rivière Batiscan prend sa source dans le lac Traverse, coule sur 74 km, dans les Municipalités régionales de comté de Mékinac et Les Chenaux, jusqu'à son embouchure, à Saint-Stanislas, au Québec, Canada.

## Toponymie
La première mention connue du toponyme rivière des Envies figure dans un document du frère Jésuite Jean-Joseph Casot (1728-1800) écrit en 1757, avant même l'arrivée des premiers colons dans le secteur en amont sur la "rivière des Envies" à Saint-Stanislas. En 1760, onze familles de pionniers sont signalés dans l'arrière fief de la seigneurie de Batiscan, soit dans ce secteur de la rivière des Envies à Saint-Stanislas. En 1776, le Révérend Père Guay était en mission chez les colons de Saint-Stanislas-de-Koska-de-la-Rivière-des-Envies.
En 1781, les Jésuites commandent la construction d'un moulin à farine seigneurial à la Petite-Rivière-des-Envies. Bien que les registres d'état civil ont été ouverts en 1787, la paroisse a été érigée canoniquement en 1833 sous le vocable Saint-Stanislas-de-la-Rivière-des-Envies. La Corporation scolaire de Saint-Stanislas de la rivière-des-Envies a été constituée en vertu de la loi de 1845 (8, Victoria, C. 40-18).
Le toponyme rivière des Envies figurait régulièrement dans la correspondance et les actes légaux de la seigneurie de Batiscan dès l'implantation du régime anglais. L'appellation rivière des Envies est restée similaire au cours de toute son histoire. Plusieurs interprétations de l'origine du toponyme ont été énoncées, sans être appuyées par des preuves corroboratives. La désignation rivière des Envies a été officialisée par la Commission de toponymie du Québec le 5 décembre 1968,,,.

## Géographie
La rivière des Envies fait partie du Bassin hydrographique de la rivière Batiscan. Elle parcours 74 km à partir de la décharge du Lac-de-la-Traverse situé au rang St-Joseph à Sainte-Thècle. Ce lac est approvisionné par la décharge du lac Aylwin, lequel est à son tour alimenté par la décharge du Lac du Jésuite (et les lacs des montagnes environnantes).
Le bassin versant de la rivière des Envies est de 482 km2, soit le deuxième bassin le plus important de la Batiscanie. Ce bassin est partagé par la MRC de Mékinac (pour Sainte-Thècle, Saint-Tite, Hérouxville et Saint-Séverin), Shawinigan (pour le Lac-à-la-Tortue) et la MRC Les Chenaux (pour Saint-Stanislas). Bien que le territoire de la municipalité de Saint-Adelphe est situé au centre de l'arc formé par le parcours de la rivière des Envies, cette localité est exclue de ce bassin versant, sauf une petite zone au sud-ouest près de la limite de Saint-Stanislas.

### Parcours
La rivière des Envies draine les municipalités de Sainte-Thècle, Saint-Tite, la limite est Hérouxville (sur environ 4 km, soit entre la route Paquin et la route Lefebvre), Saint-Séverin et Saint-Stanislas pour se jeter dans la Batiscan à la limite sud du village de Saint-Stanislas. Le parcours de la rivière des Envies est surtout en milieu agricole. La rivière traverse un milieu forestier surtout entre Sainte-Thècle et Saint-Tite ; en aval du village de Saint-Tite, la rivière traverse quelques petites zones forestières. La rivière traverse aussi les villages de Saint-Tite, Saint-Séverin et Saint-Stanislas. La rivière des Envies contourne entièrement le territoire de Saint-Adelphe. Son bassin, par le biais de la rivière à la Tortue draine l'extrémité nord-ouest de Saint-Narcisse.
Les crues printanières engendrent des inondations importantes en aval du pont du chemin de fer (situé au village de Saint-Tite). De l'intersection de la route Marchand du chemin Saint-Joseph, à Sainte-Thècle, jusqu'au village de Saint-Tite, en passant par la zone des grands marais, la rivière des Envies a un parcours très sinueux. Cette zone était propice pour les castors et les orignaux ; ce qui a sans doute attiré les autochtones dans la préhistoire.

## Principaux affluents
Les principaux tributaires de la rivière des Envies sont (en partant de la tête) :
Rive gauche :
1. Décharge des lacs aux Chicots (Sainte-Thècle), laquelle reçoit les eaux de la rivière en Cœur. La tête de cette petite rivière est le lac en Cœur qui se déverse successivement dans le lac des Tounnes et le lac Croche.
2. Décharge des lacs Perchaude et Trottier (Saint-Tite),
3. Rivière Le Bourdais (Saint-Tite),
4. Ruisseau des Prairies (Saint-Tite),
5. Cours d'eau Allaire (Saint-Tite),
6. Ruisseau des Fous (Saint-Tite),
7. Ruisseau Dick Second (Saint-Tite),
8. Ruisseau Trudel (Saint-Stanislas),
9. Ruisseau Durocher (Saint-Séverin),
10. Ruisseau Goulet (Saint-Stanislas),
11. Ruisseau Bordeleau (Saint-Stanislas),
12. Ruisseau Gérard-Mongrain (Saint-Stanislas),

Rive droite :
1. Ruisseau Archange (Sainte-Thècle), prenant sa source au lac Archange (situé principalement dans le rang 1 de Grandes-Piles et l'autre partie à Sainte-Thècle). Ce ruisseau recueille aussi les eaux des lacs Veillette ;
2. Ruisseau Éric (Saint-Tite), prenant sa source au lac Éric, qui se déverse dans la rivière des Envies un peu en amont de l'embouchure de la rivière Mékinac du Nord,
3. Rivière Mékinac du Nord, qui prend sa source au premier lac Roberge, (Grandes-Piles) ;
4. Cours d'eau Francoeur (Saint-Sévérin);
5. Ruisseau Dessureault (Saint-Stanislas);
6. Rivière à la Tortue (Saint-Stanislas), prenant sa source au lac à la Tortue situé dans le secteur Lac-à-la-Tortue (Shawinigan) et dans Hérouxville;
7. Ruisseau des Pins.

### Principaux lacs
Les principaux lacs se déversant dans des affluents de la rivière des envies (ou directement) sont regroupés par municipalité :
- Sainte-Thècle : lac du Jésuite, lac Aylwin, lac de la Traverse, lac Croche, lac des Chicots, lac des Tounes, lac Archange (chevauchant la frontière de Grandes-Piles et Sainte-Thècle) ;

- Saint-Tite : lac à la Perchaude, lac Trottier, lac Éric ;

- Shawinigan (secteur du Lac-à-la-Tortue) : Lac à la Tortue[6] ;

- Grandes-Piles : premier lac Roberge (et autres lacs en amont).

Aux limites sud-ouest du village de Saint-Tite, un renflement de la rivière des Envies créait le lac Kapibouska. Vraisemblablement causé par une série de digues de castors, le lac Kapibouska est aujourd'hui disparu. Le bassin hydrographique de la rivière des Envies inclut aussi environ la moitié de l'espace couverte par une importante zone humide située au sud-est du Lac-à-la-Tortue.

## Histoire

### Grandes crues
À chaque printemps, la fonte des neiges du bassin versant provoque des crues abondantes, qui ont davantage d'impact dans le secteur méandré en aval du pont du chemin de fer au village de Saint-Tite. De grandes crues peuvent aussi être provoquées par les pluies diluviennes prolongées. Les principales crues sont survenues :
- à partir du 28 septembre 1924, où il y eut des pluies diluviennes pendant une semaine. Beaucoup de ponts de la rivière des Envies ont été emportés, de Sainte-Thècle à Saint-Stanislas. Le village de Saint-Tite et le secteur méandré, en aval, ont subi une inondation[8] Le journal Le Bien Public du 2 oct. 1924 signale : "Le service d'autobus de Ste-Thècle à Trois-Rivières, via St-Tite a été interrompu durant une couple de jours, et le service de trains sur le Canadien National a dû subir de grands retards"[9] ;
- en 1936 où le barrage du lac Roberge a cédé. Plusieurs ponts ont été emportés par le courant dont les quatre ponts situés à Saint-Séverin  et plusieurs quais de pont, remplis de pierres. Une certaine partie de la ville de Saint-Tite a alors été inondée[10].

### Principales catastrophes reliées à la rivière
1933 - Un autobus de la compagnie Carrier & Frères capote le 27 août 1933 dans une courbe près du moulin Goulet à quelques centaines de pieds en amont de la chute à Saint-Stanislas. Les 28 occupants sont blessés. L'autobus ramenait une excursion spéciale de jeunes gens partis l'avant-midi de Saint-Tite pour Saint-Casimir où deux équipes de balle-au-champ se rencontraient. L'accident survient lorsqu'un pneu de l'autobus éclata au sommet de la côte de cette route qui longe de près cette rivière. L'autobus glissa dans l'eau avec une quinzaine de personnes restées emprisonnées ; les autres ayant pu s'échapper. Un enfant qui fut emporté par le courant vers la chute a été sauvé.

## Principaux ponts
Note : Ponts listés en ordre, à partir de l'embouchure.

### Saint-Stanislas
1. Pont de la route 352 (situé à la limite sud du village de Saint-Stanislas), à l’embouchure de la rivière.
2. Moulin des Jésuites, situé à proximité en aval du pont actuel de la route 352.
3. Pont de la route Marchand, qui relie la rive sud à la route 159 (située du côté nord).
4. Pont de la route 159, situé à environ 4,3 km par l’eau de l’embouchure.
5. Ex-pont de chemin de fer, situé en amont tout près du pont de la route 159.

### Saint-Séverin
1. Pont de la route à Trefflé Veillette, reliant le chemin du rang de la rivière des Envies (sud-est), avec le chemin de la Rivière-des-Envies (nord-est). Ce pont est situé à environ 4,6 km par l’eau en avant du pont de la route 159. Marcel Veillette (Saint-Séverin) disait en 1994 : « Les ponts de bois qui enjambaient la Rivière-des-Envies sur le lot des Veillet/te furent construits par les Veillet/te. Par trois fois, les eaux torrentielles les emportèrent (dont en 1936). Le premier pont de l’histoire du secteur était bâti un peu plus en amont, sur le lot voisin appartenant (à l’époque) à Majoric Brière. Aujourd’hui, ce lot appartient à mes frères Denis et Marius Veillette. » [12] Le pont de ciment a été construit en 1943. Les trois ponts précédents étaient en bois.
2. Pont du moulin, situé au village de Saint-Séverin, sur la chute, en aval du pont actuel du boul. Saint-Louis.
3. Pont du village de Saint-Séverin (route 159), boul. Saint-Louis. Ce pont est situé à environ 4,5 km par l’eau en amont du pont Veillette.
4. Pont reliant le chemin du moulin (rive nord) au chemin de la rivière-des-Envies (Sud-Ouest). Ce pont est situé à environ 2,8 km par l’eau, en amont du pont du village de Saint-Séverin[13]. Selon le recensement de 1861, le moulin à scie de Nicolas Vandal (originaire de l'Ancienne Lorette) était déjà en exploitation à cet endroit. Situé dans le secteur des chutes, ce moulin a été démoli en 1970 et son dernier propriétaire a été Albani Vandal. Le moulin à farine de M. Lafrance a été construit à côté.

### Saint-Tite
1. Pont Bordeleau (pont couvert, construit en bois) sur la route Dessureault, à limite de Saint-Tite et Saint-Séverin. Ce chemin relie le rang Sud au Grand Rang (à la hauteur de Cossetteville). Ce pont couvert est situé à environ 3,4 km par l’eau en amont du pont du chemin du moulin de Saint-Séverin.
2. Pont du chemin de fer du Canadien National, à la limite sud de la ville de Saint-Tite. Ce pont est situé à environ 7,5 km par l’eau en amont du pont Bordeleau (ou environ 6,6 km en ligne directe). Le chemin de fer arriva à Saint-Tite en 1884.
3. Pont de la rue du Moulin à Saint-Tite. Ce pont est situé à environ 2,3 km par l’eau du pont de chemin de fer, à cause de la sinuosité de la rivière (ou 1,5 km en ligne directe). Un pont de fer y avait été construit en 1923 et remplacé en 1984 par le pont actuel.
4. Pont de la rue Le Bourdais (route 153), à Saint-Tite. Ce pont est situé à environ 1,9 km par l’eau du pont de la rue Du Moulin, à cause de la sinuosité de la rivière (ou 1 km en ligne directe)[14].
5. Pont du chemin du Haut du lac Nord, à Saint-Tite. Ce pont est situé à 4 km en ligne directe du pont de la rue Le Bourdais. La rivière Mékinac du Nord » prenant sa source au lac Roberge à Grandes-Piles, se déverse dans la rivière des Envies à une centaine de mètres en aval du pont du chemin du Haut du lac Nord. Pierre Lebrun publiait dans l’ouvrage Histoire de Saint-Tite – 1833 à 1984 que le premier noyau paroissial s’est formé vis-à-vis la confluence de la rivière Mékinac du Nord. Il signale : « Et le premier pont construit sur la rivière Des Envies, en haut du 3e portage, le fut à plus de 2 milles en haut du centre-ville de Saint-Tite. Et l’on érigea un pont sur la Petite Mékinac en question avant d’en ériger un au niveau de la première chapelle de Saint-Tite.»[15].
6. Pont de la route Germain, à Saint-Tite. Ce pont est situé à environ 5,8 km en ligne directe du pont du Haut du lac Nord à Saint-Tite.

### Sainte-Thècle
1. Pont du moulin à scie d’Alfred Naud, situé au rang Saint-Joseph-Sud, à Sainte-Thècle, situé sur le 5e lot de terre (autrefois désigné populairement « terre de la chute ») à partir de la limite de Saint-Tite. Vers 1878, Alfred Naud avait construit ce moulin à l’échasse, actionné par l’eau des chutes qui faisait tourner une turbine[16]. Cette route privée permettait aux gens du rang Saint-Joseph-Sud de traverser sur le pont aménagée pour le moulin à scie, afin de rejoindre le rang St-Michel-Sud, en empruntant le chemin situé à la limite de deux lots de terre (dont l’un a appartenu plus tard à Armand St-Amand et Marguerite Tellier). Ce chemin privé a été utilisé jusqu'à la construction vers 1883 de la route Marchand (reliant le chemin St-Michel-Sud et le chemin St-Joseph-Sud). Le moulin a été démoli entre 1890 et 1898[17].
2. Pont du chemin St-Joseph (intersection de la route Marchand) à Sainte-Thècle. Ce pont est situé à 6,6 km en ligne directe du pont de la route Germain, à Saint-Tite.
3. Pont du moulin à scie à vapeur de Rénovat Chouinard, bâti vers 1903 en face de la résidence d’Octave Tellier, sur le bord de la rivière des Envies, du côté du village. Un pont avait été aménagé pour l’exploitation du moulin. Rénovat Chouinard avait bâti en 1899 un premier moulin à scie à la décharge du lac de la traverse ; il le revendit en 1902 à Alfred St-Amand.
4. Divers ponts privés sur les lots entre la scierie de Rénovat Chouinard et la scierie des St-Amand, notamment : Louis Toupin, Euclide Tellier, Georges Perron et Alfred Huot[18].
5. Pont du moulin à scie des St-Amand qui a appartenu successivement de père en fils, à Alfred, Adélard, puis Roland St-Amand. Ce pont privé situé en aval du moulin (sur l’ancienne route des St-Amand) servait surtout à l’exploitation du moulin. Il a été reconstruit en 1958 pour permettre le passage de camions lourds[19].
6. Ponts du chemin du lac du Jésuite, situé à la décharge du lac-de-la-Traverse, à la tête de la rivière des envies. Ce pont est situé à 2,3 km par eau (et en ligne directe) du pont du chemin St-Joseph (intersection de la route Marchand). Au début du XXe siècle, un premier pont avait été construit sur l’ancien chemin du gouvernement (lequel contournait le moulin à scie). Puis la paroisse en a bâti un nouveau vers 1933 en bois à une seule voie. Ce pont a été refait vers 1950 à deux voies. En 2010, le gouvernement a reconstruit le pont en ciment ; le tablier du pont est maintenant plus haut que l'ancien.

## Photos
Bassin versant de la rivière Batiscan

Rivière des Envies
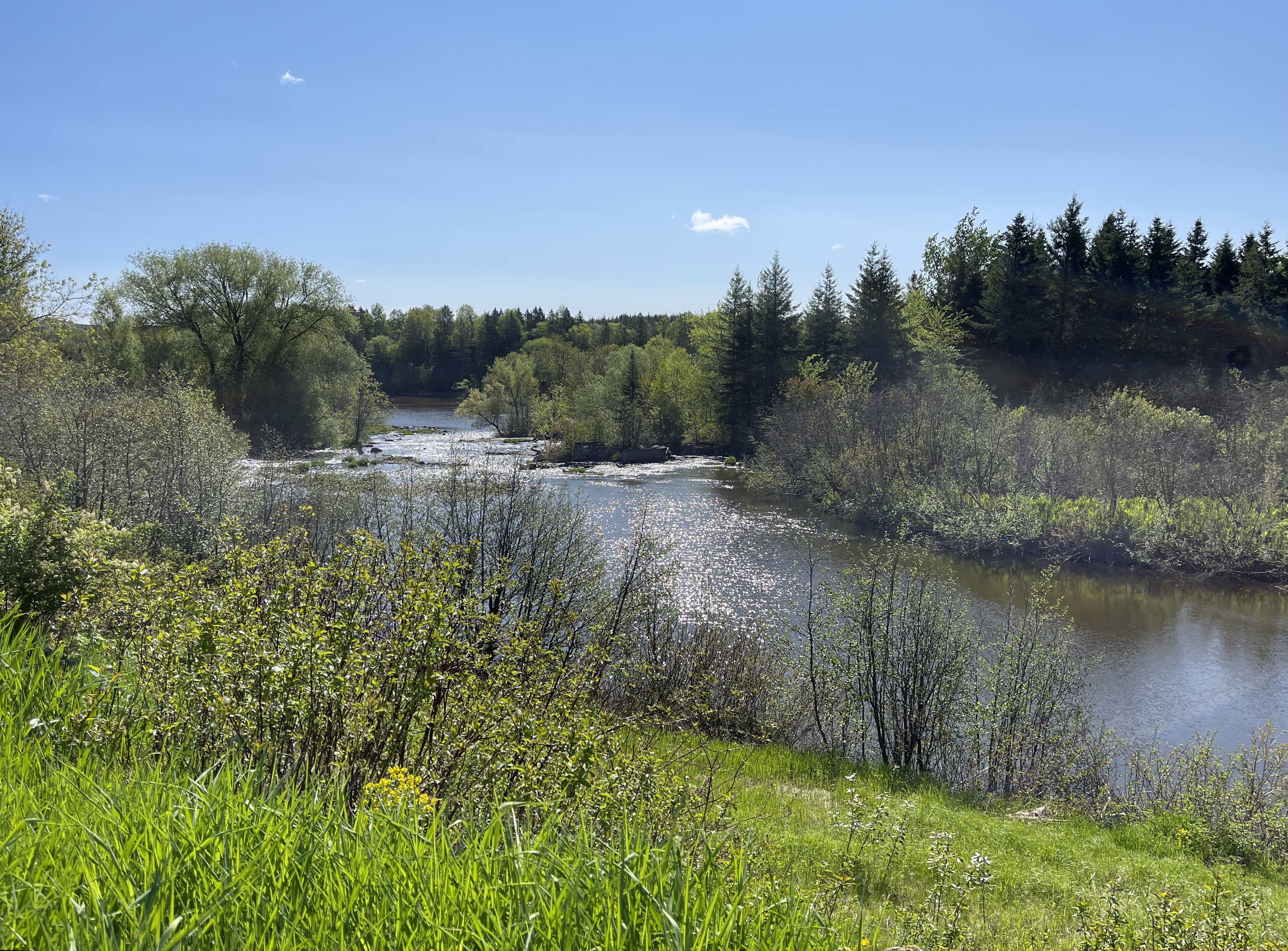
Chemin des Moulins, Saint-Séverin
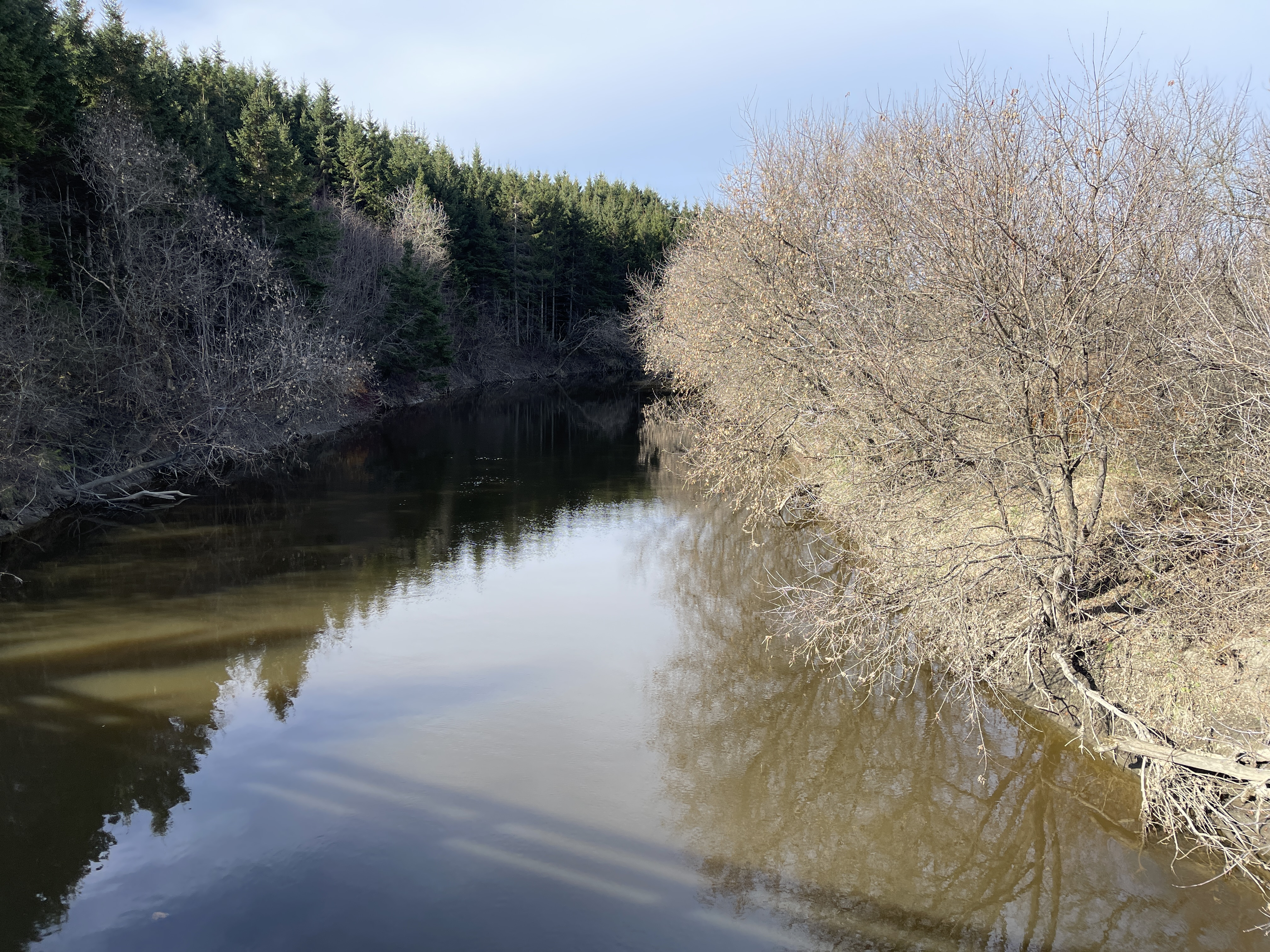
Du Pont Veillette, poutres en béton armé (1943)[21], P-01599, route du Pont Veillette, Saint-Séverin
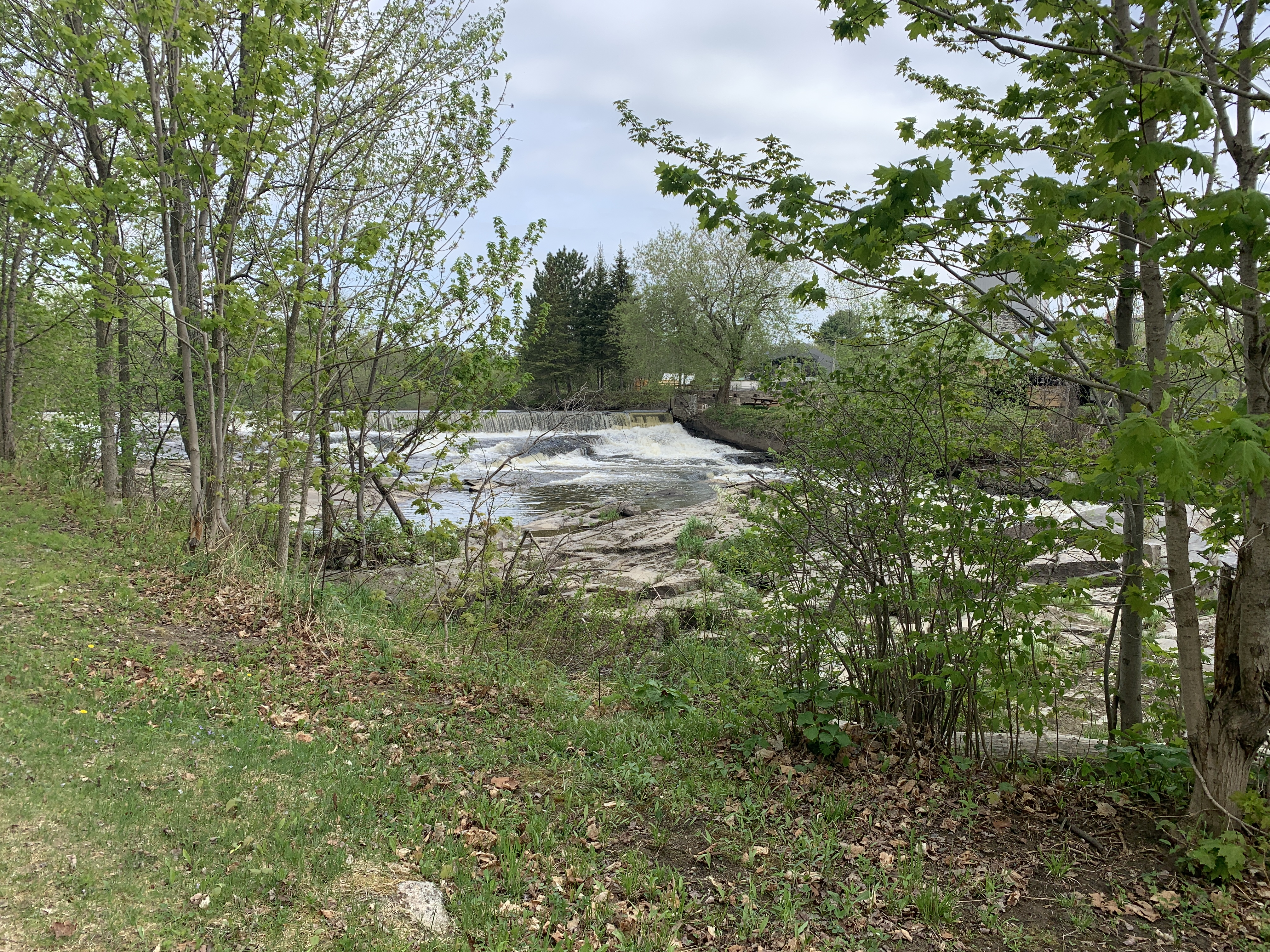
Chutes à Goulet, Saint-Stanislas
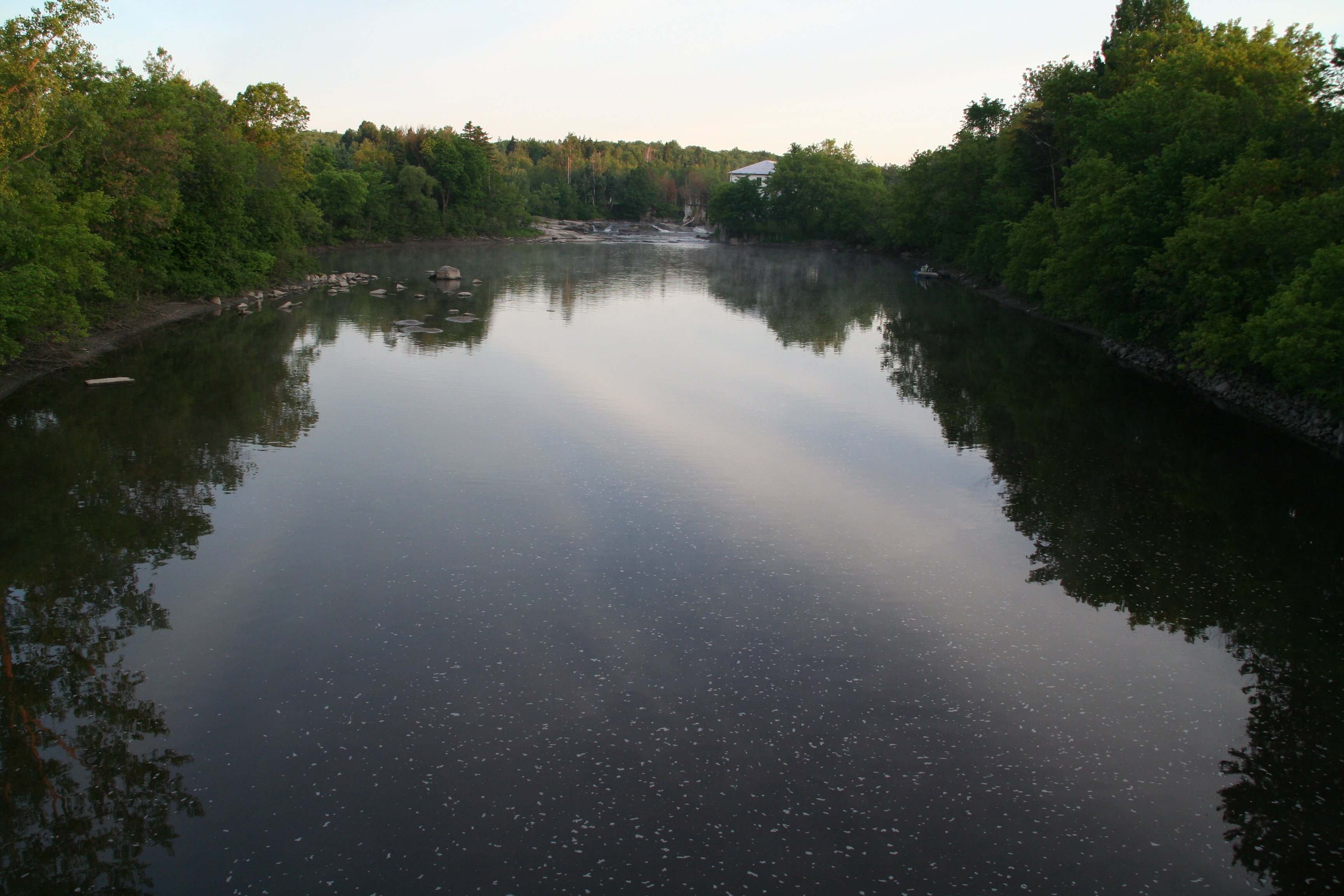
Chutes à Cossette, Saint-Stanislas
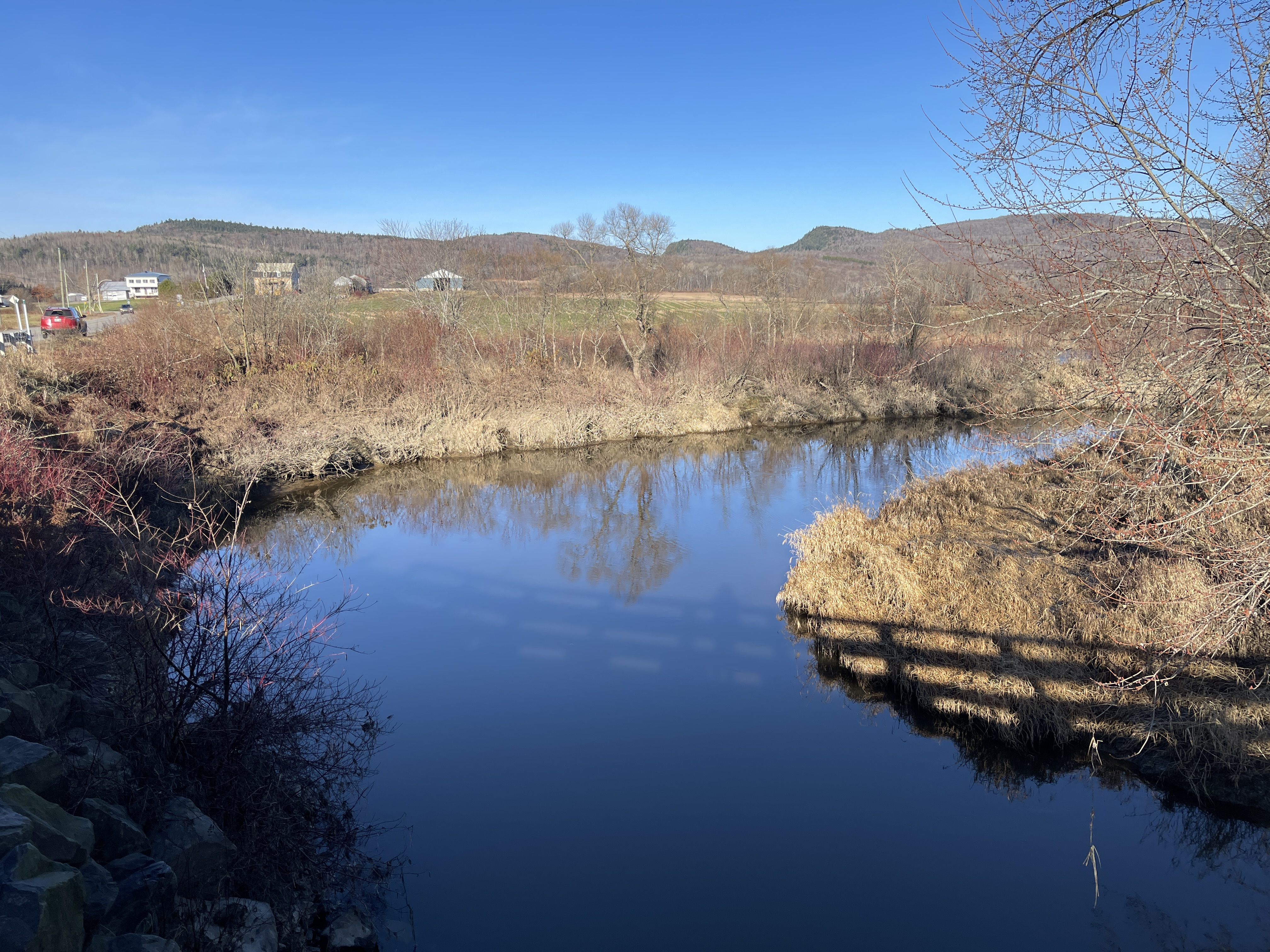
Rang du Haut-du-Lac Nord, du pont P-03960, acier-bois (1918)[21], Saint-Tite
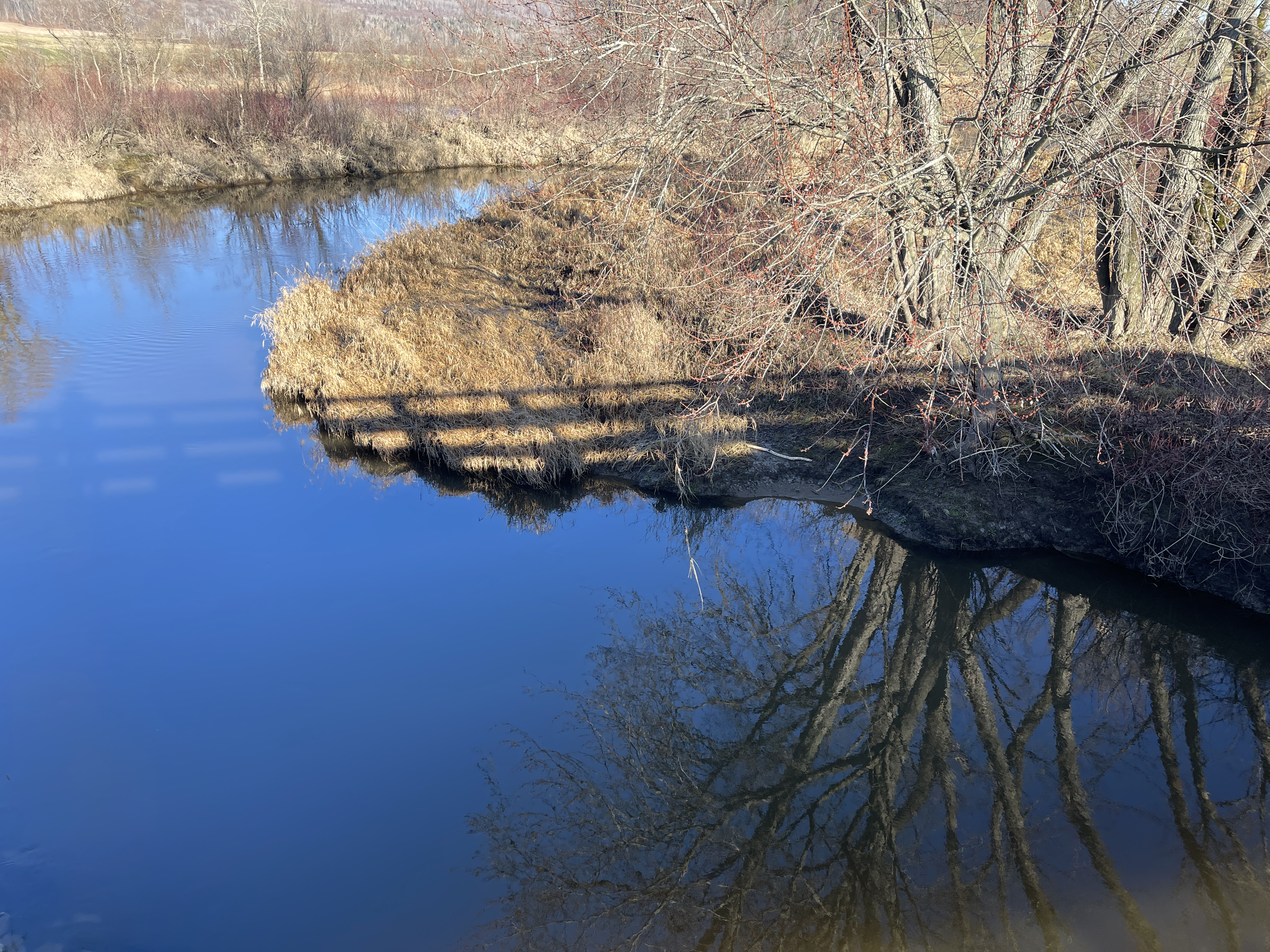
Rang du Haut-du-Lac Nord, du pont P-03960, acier-bois (1918), Saint-Tite

Affluents de la Rivière des Envies
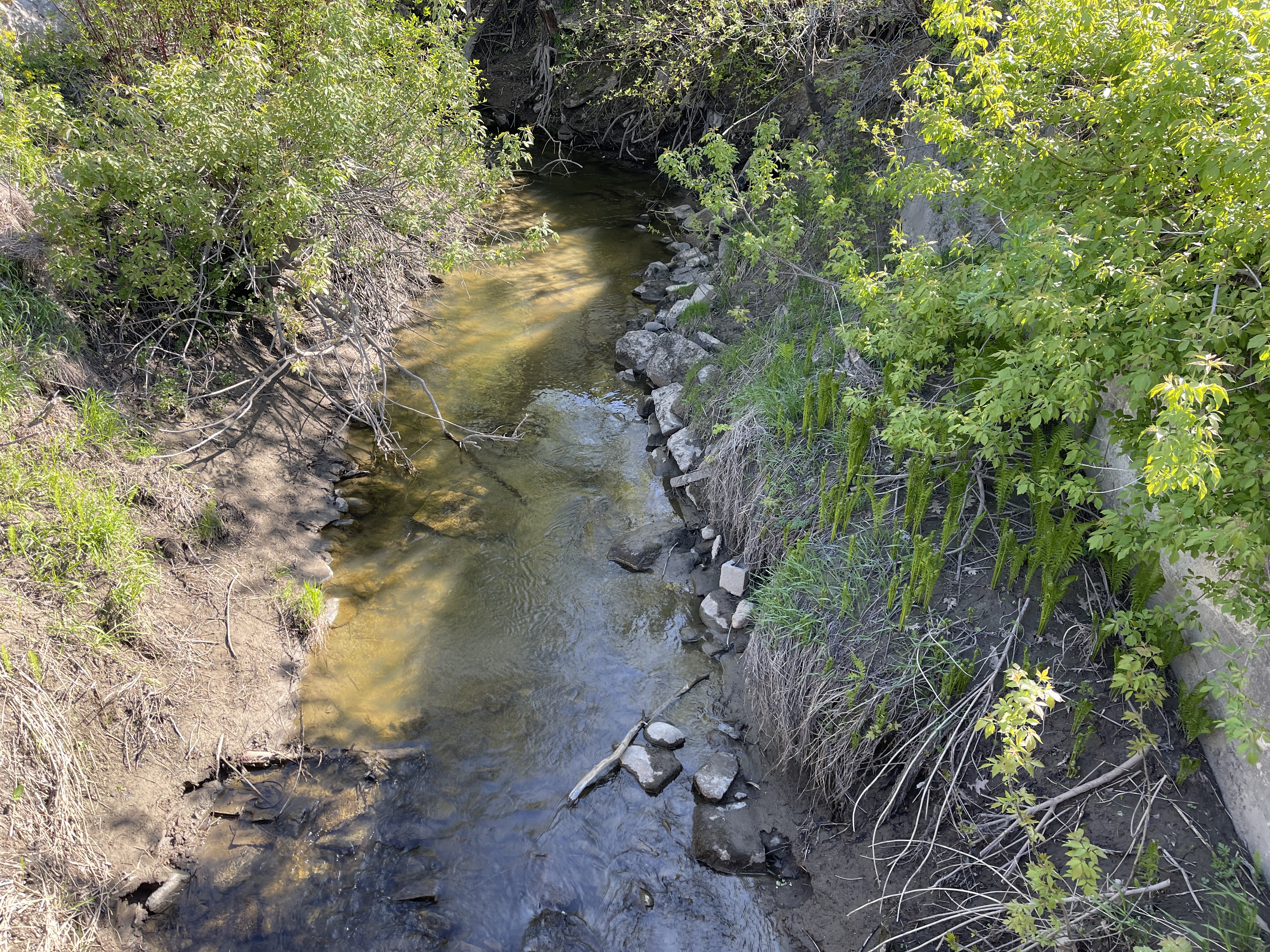
Rivière Le Bourdais, Saint-Tite
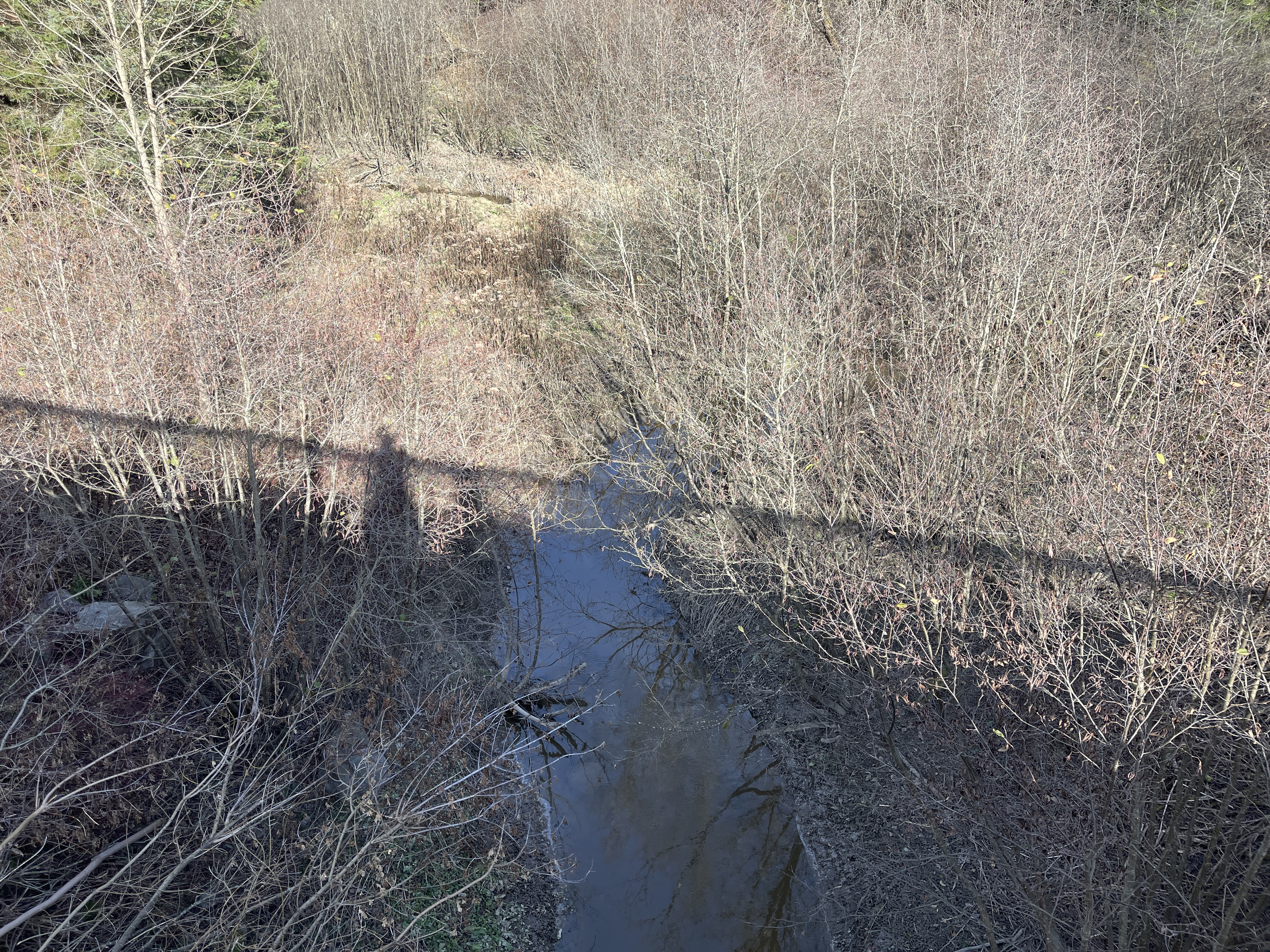
Ruisseau Durocher, du pont à poutres en béton armé P-01600[21], rang de la Petite-Rivière Nord, Saint-Séverin (Mékinac)

Ponts sur la Rivière des Envies
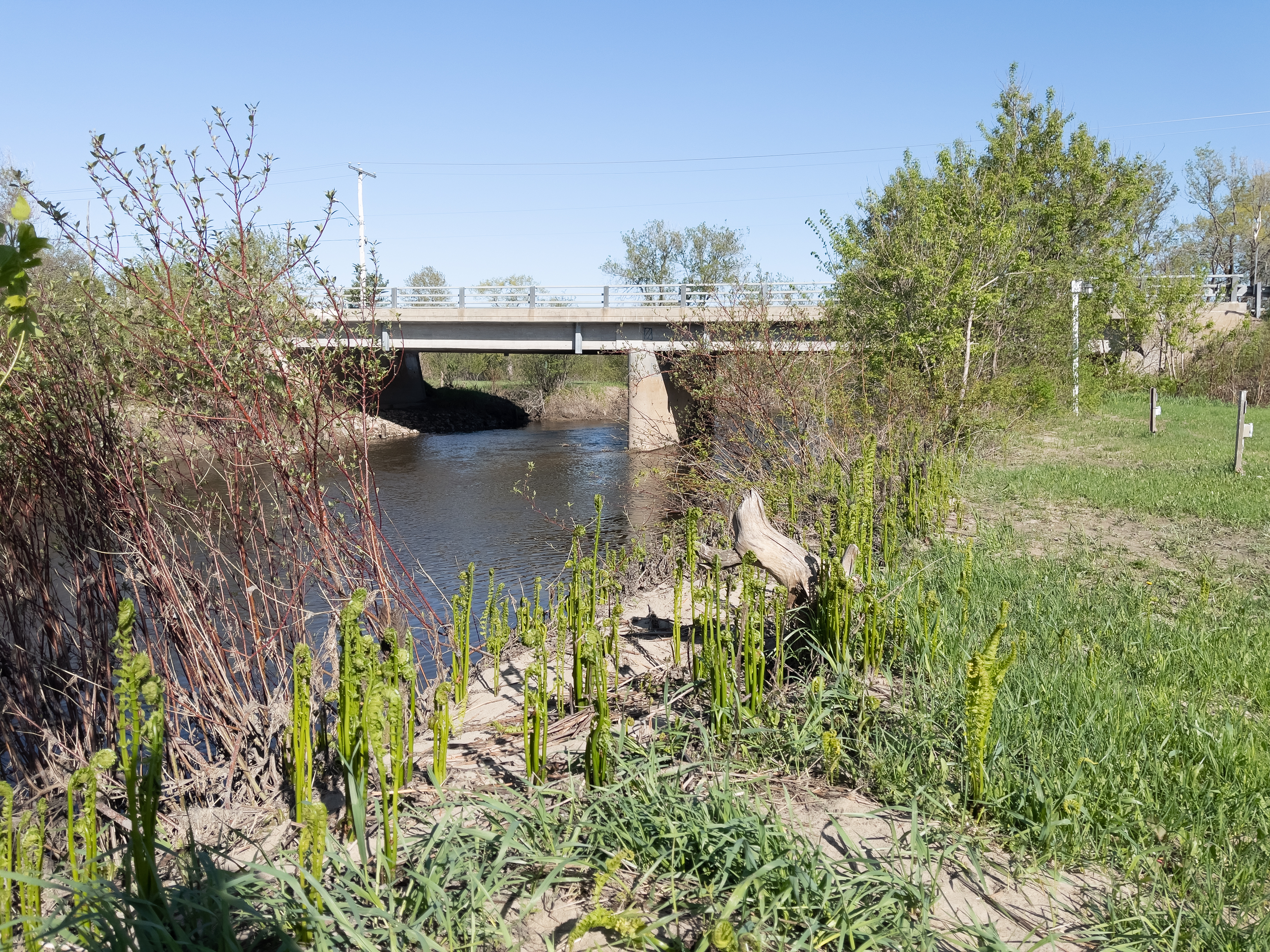
Route 153, Saint-Tite
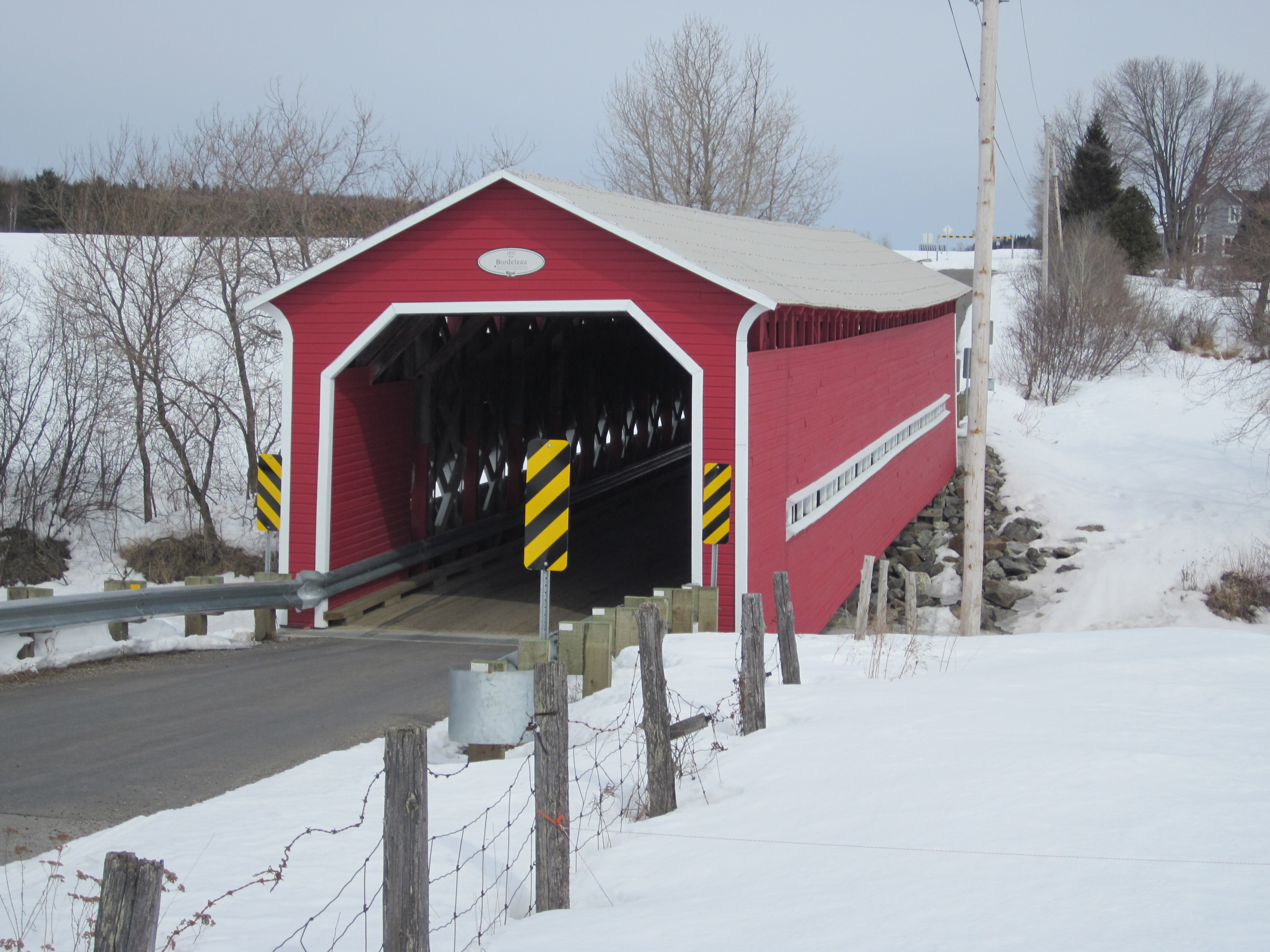
Pont couvert Bordeleau, Saint-Séverin (Mékinac) (Mékinac)
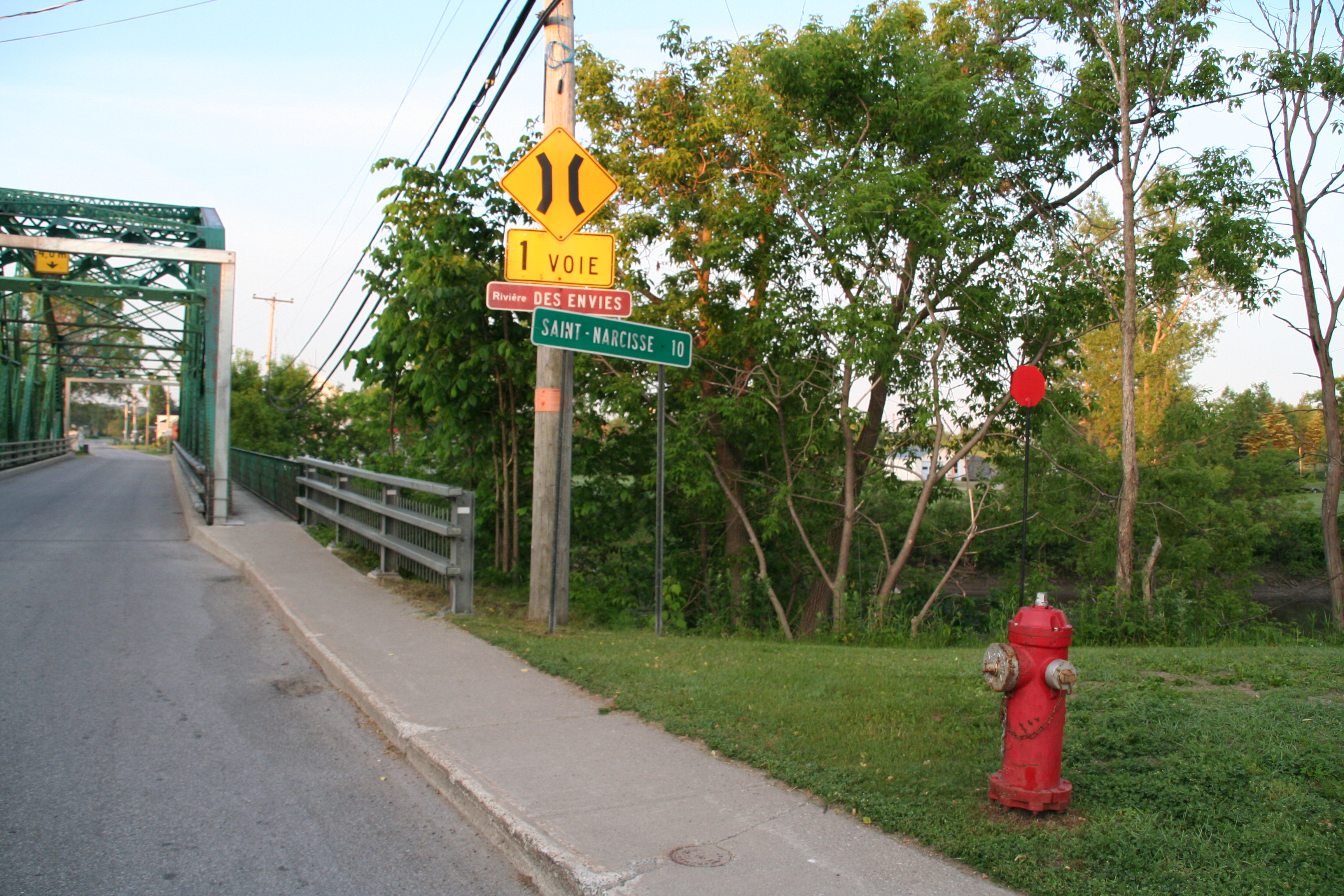
Panneaux routiers, (Route 352), Saint-Stanislas
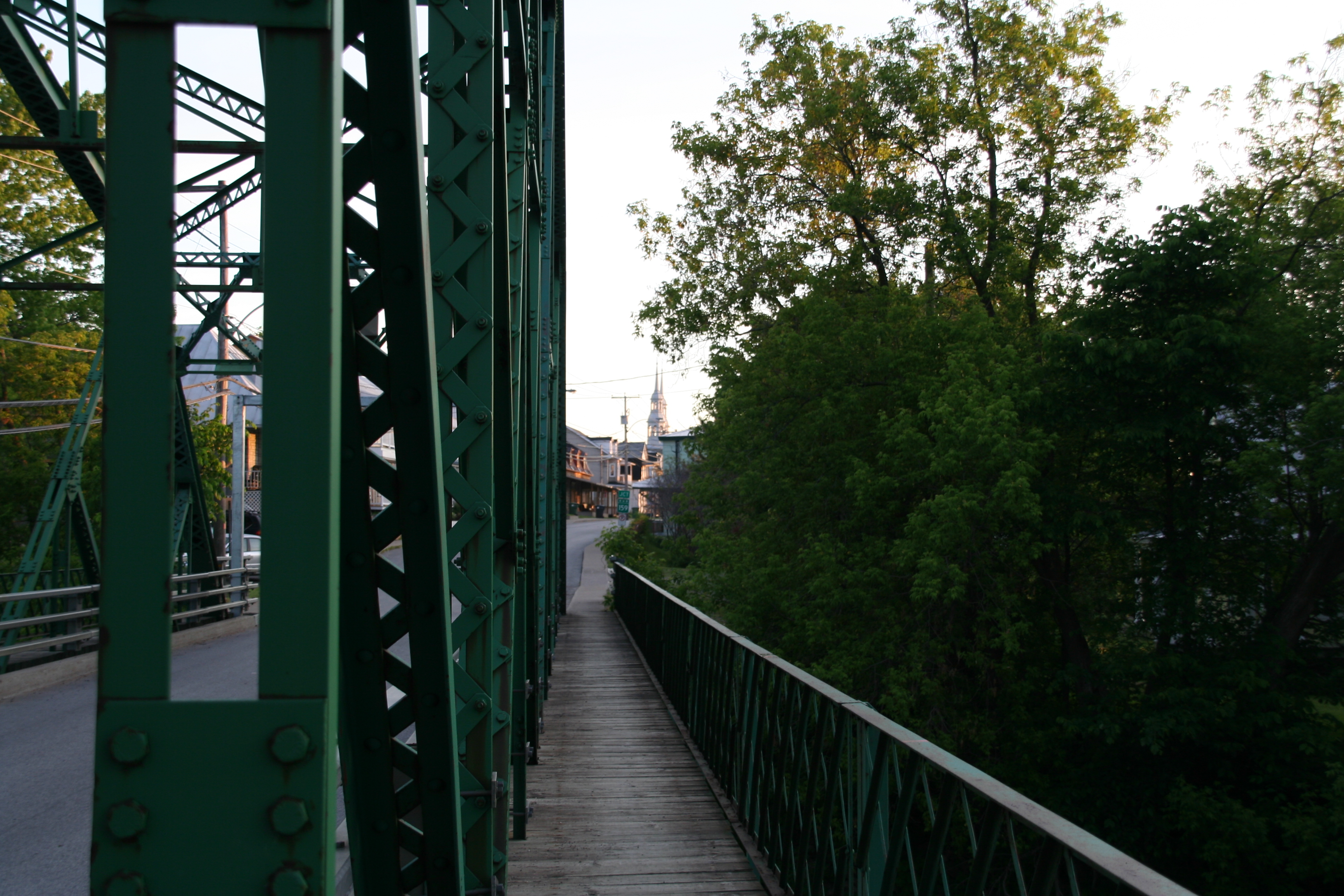
Rue Principale (Route 352), Saint-Stanislas
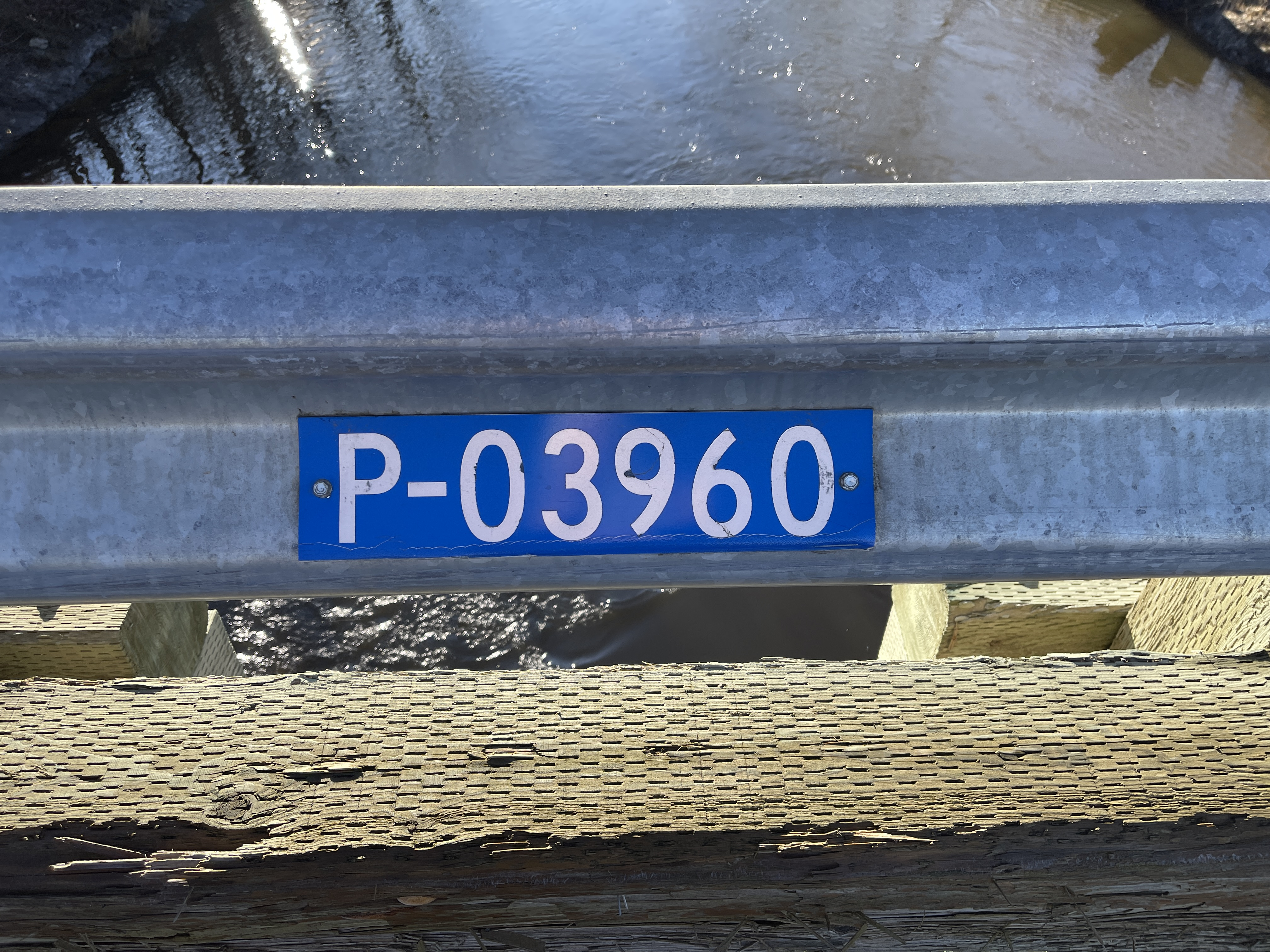
Rivière et pont P-03960[21], acier-bois (1918), rang du Haut-du-Lac Nord, Saint-Tite